# Teka-her
Vous lisez un « article de qualité » labellisé en 2015.
Teka-her, littéralement « Celui au visage éclairé », est un serpent monstrueux de la mythologie égyptienne. Son existence est mentionnée dans le Livre des Portes, une composition réservée aux pharaons du Nouvel Empire et inscrite dans leurs tombeaux. Dieu gardien et protecteur, Teka-her est l'un des nombreux êtres dont la tâche consiste à assurer la sécurité de la Douât, le monde souterrain des morts. Sa surveillance s'exerce plus précisément devant le battant de la porte d'entrée de la Quatrième Heure de la nuit, en compagnie de Tekmy et Amou, dieux momiformes à tête de chacal. Selon la croyance mythologique égyptienne, durant les douze heures de la nuit, Rê le dieu solaire, voyage à travers cet inframonde à bord d'une barque. À chaque changement d'heure, la barque se présente devant une porte étroitement gardée par une cohorte de démons bénéfiques. Leur rôle premier est de détruire les âmes damnées, c'est-à-dire les ennemis d'Osiris. Fort de sa puissance divine et lumineuse, Rê parvient tout naturellement à convaincre ces démons de le laisser passer.

## Étymologie
Le théonyme Teka-her signifie « Celui au visage éclairé » ou « L'illuminé de visage » ; traduction de l'égyptien ancien teka « torche, flamme, illuminer » et her « face, visage ».

## Mythologie

### Généralités

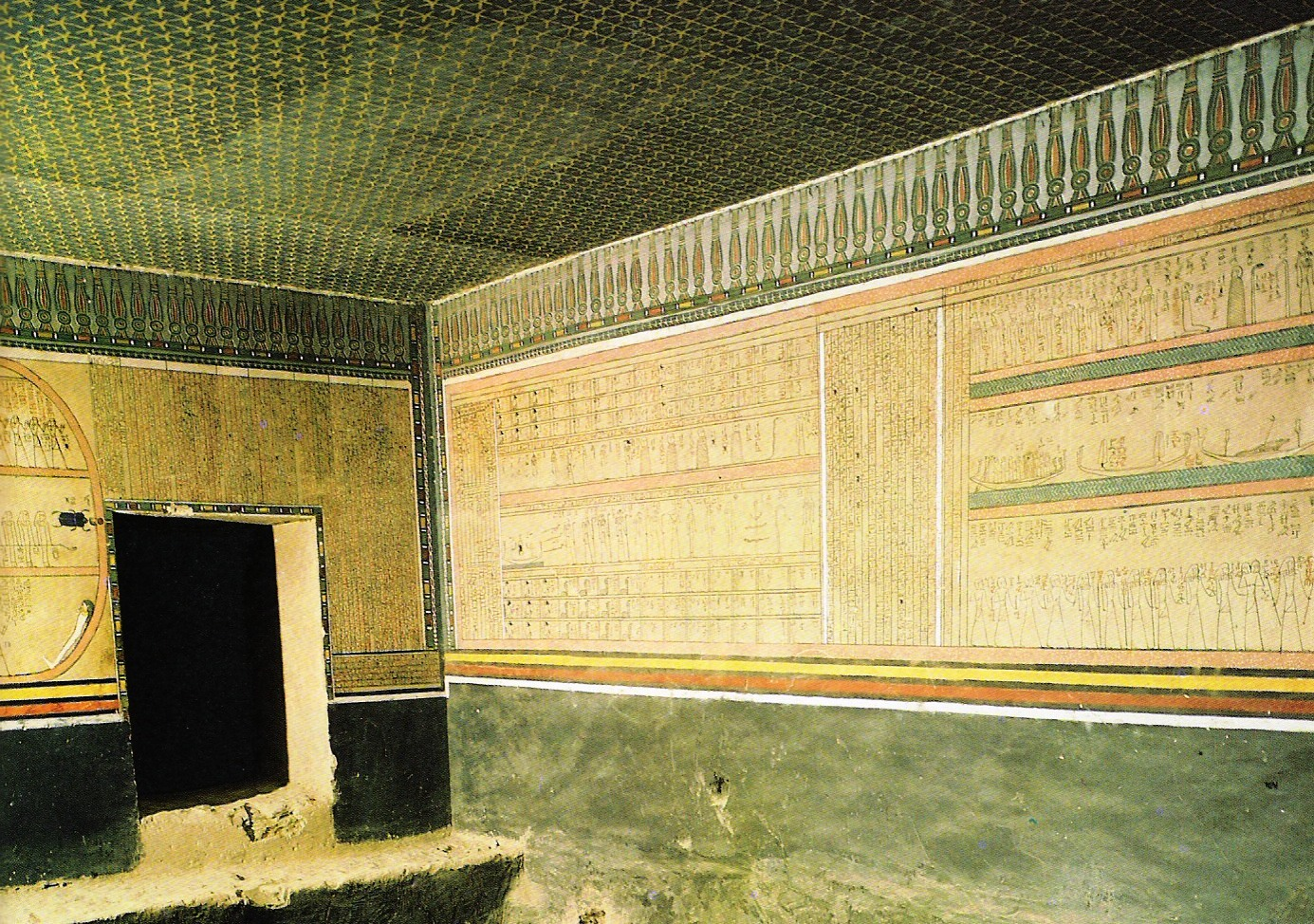
Tombeau d'Amenhotep II décoré du Livre de l'Amdouat - XVIIIe dynastie.

En Égypte antique, la course du Soleil a inspiré une littérature très développée. La piété des croyants s'est notamment exprimée à travers une centaine d'hymnes à Rê, le dieu solaire. Les particuliers instruits adressaient ces hommages à l'astre diurne aux moments cruciaux de la journée (aube, midi, coucher). La plupart de ces textes se trouvent inscrits sur des cercueils ou sur les parois des chapelles et tombeaux funéraires. En parallèle, s'est mis en place, au Nouvel Empire, un savoir initiatique réservé aux seuls pharaons. Cet enseignement ésotérique s'expose quant à lui sur les sarcophages et sur les parois des tombes souterraines de la vallée des Rois. Plusieurs compositions sont connues dont le Livre de l'Amdouat et le Livre des Portes,. Dans ces écrits religieux, textes et images s’entremêlent afin de présenter la géographie du monde souterrain des morts. Le propos du texte est d'exposer les événements qui surviennent durant les douze heures de la nuit lorsque Rê voyage d'ouest en est à travers cette contrée. Le parcours du Soleil se présente comme une gigantesque procession nautique naviguant sur un Nil souterrain. Depuis les rives, les âmes des défunts acclament le passage du cortège. Au petit matin, le Soleil réapparaît aux yeux des vivants dans l'Horizon oriental pour leur plus grande joie.
Selon ces écrits, le monde souterrain se voit peuplé par une multitude d'esprits dangereux. Ces derniers sont chargés des tâches les plus ingrates comme torturer les âmes damnées ou surveiller les routes tels des policiers. Armés de couteaux, leur apparence est cauchemardesque ; être humain à tête de chacal, de scarabée, de tortue ; serpent gigantesque comme dans le cas de Teka-her. La momie d'Osiris, le dieu assassiné, repose au fond de cet inframonde. Mais, même là, peuvent survenir des attaques conduites par Seth, le meurtrier. La dépouille sacrée bénéficie cependant de la protection d'une importante garde rapprochée aux ordres d'Horus et Anubis. Une multitude de points de contrôle (portails géants, collines hantées, nautoniers récalcitrants) barrent ainsi les chemins de la Douât. Les lieux de contrôle les plus notables sont les portes des douze heures de la nuit. Là, à chaque arrêt, même le dieu soleil Rê doit montrer patte blanche et affirmer sa puissance. Seul devant Rê et ses proches, ces génies-gardiens baissent les armes et ouvrent les portes,.

### Rôle et fonction

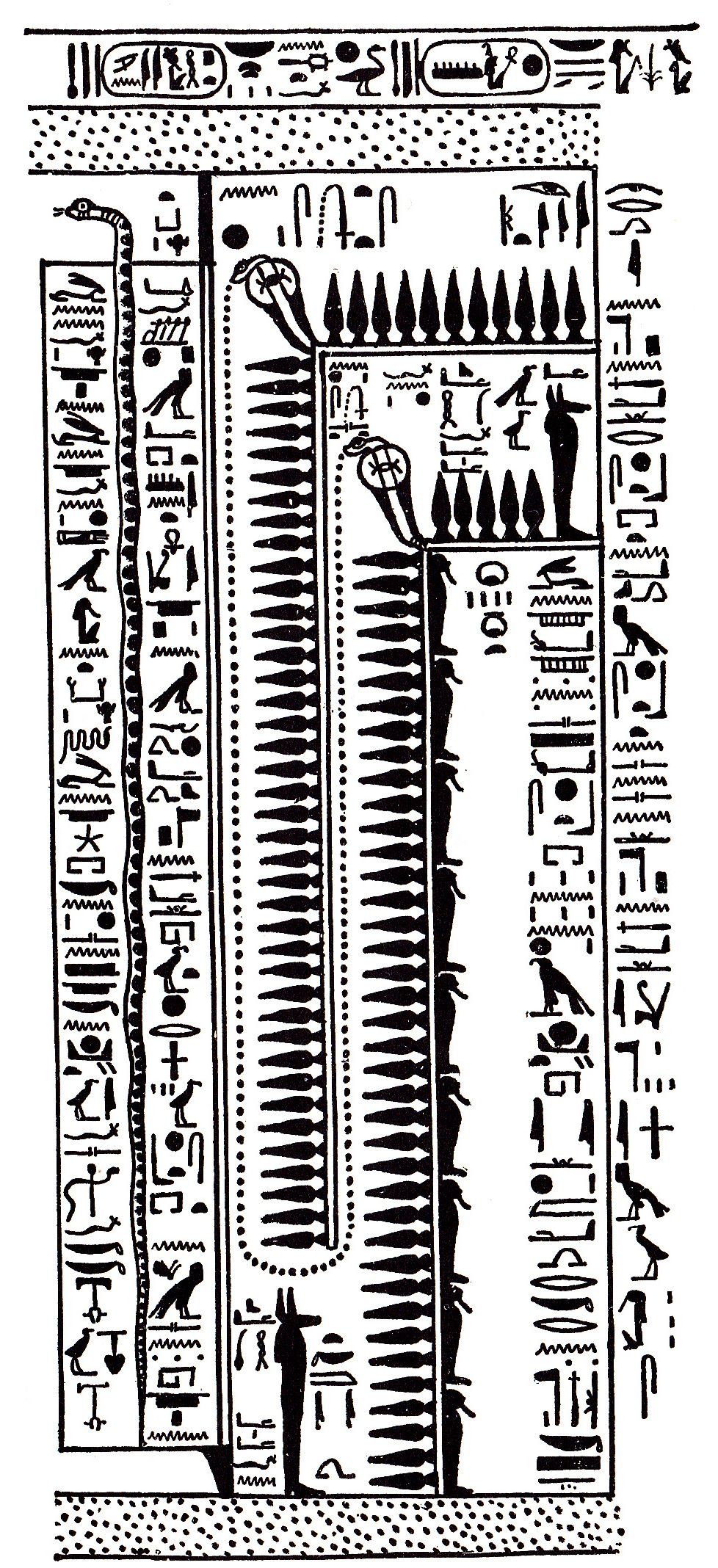
Le serpent Teka-her, gardien de la 4e Porte - Relevé du Livre des Portes depuis le sarcophage de Séthi Ier.

Dans le Livre de l'Amdouat, le serpent Teka-her est mentionné dans la 3e Heure de la nuit (registre médian, scène 2). Participant à la procession divine nocturne, il se tient debout sur une embarcation nommée « Barque approvisionnée ». Cinq autres divinités figurent en sa compagnie. Trois d'entre elles sont des formes d'Horus. À l'avant et à l'arrière de la barque, deux rameurs maintiennent l'embarcation dans la direction souhaitée. Le premier, Nib-her « Celui au visage enflammé » porte un nom très similaire à celui de Teka-her « Celui au visage illuminé ». Le nom du second rameur nous est inconnu.
Le Livre des Portes décrit plus particulièrement les douze Aryt, les portails enflammés qui séparent les différentes heures de la nuit. À la 4e Heure, la procession solaire arrive devant la porte « Celle qui est construite ». Deux serpents femelles uræus et deux dieux momiformes à tête de chacal Amou « L'Avaleur » et Tekmy « L'Approcheur » assurent la sécurité du passage. Le dieu-gardien Teka-her surveille le battant de la porte sous la forme d'un long serpent debout, dressé sur la pointe de sa queue. Le dieu Sia, fils de Rê, lui adresse un ordre très explicite : « Ouvre ta porte pour Rê ! Ouvre en grand ta porte pour l'Horizontain car il illumine les ténèbres compactes et il permet d'éclairer dans la chambre cachée ». La chambre cachée désigne le tombeau d'Osiris situé derrière la porte de la 5e Heure et où se déroule le jugement des morts. Outre sa fonction de juge suprême, Osiris est un important réceptacle d'énergie vitale. Aussi, pour se régénérer, Rê se pose sur la momie d'Osiris, ne fait plus qu'un avec lui durant un court instant, puis continue son chemin, frais et rajeuni. Dès l'entrée de Rê dans la 4e Heure, la porte de Teka-her se referme derrière lui et condamne la route aux damnés. Ceci est conforme à un commandement énoncé par Rê en personne, : « Que votre destruction vise mes ennemis que vous avez enregistrés pour la place d'anéantissement ! Si je suis venu ici, c'est pour assigner mes cadavres et pour causer du tort à mes ennemis ».